# 구슬

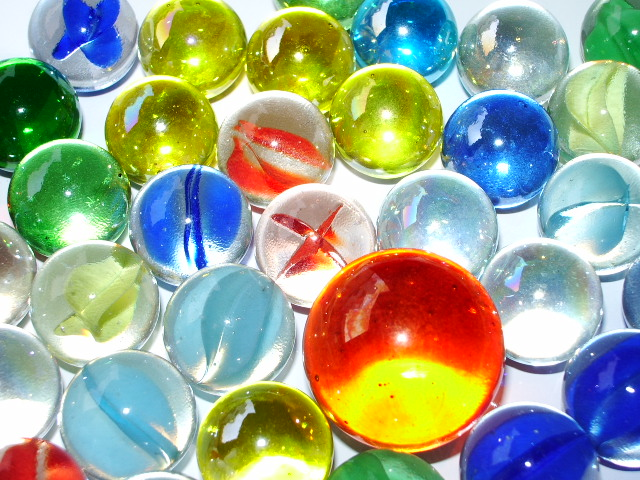
유리 구슬

구슬은 색깔이 있는 단단하고 작고 둥근 물체로, 잘 굴러갈 수 있게 원 모양으로 만들었다.많은 종교 기관에서 신성시하는 물건이기도 하고, 어린이의 놀이용으로 쓰이는 장난감 용도의 구슬도 많다.
마블(Marble)은 대리석 조각으로 구슬을 만들었던 18세기의 관행에 따라 붙여진 이름이다.

## 게임

### 비디오 게임
- 에니그마 (2007)
- 마블 블래스트 골드 (2003)
- 마블 드롭 (1997)
- 마블 매드니스 (1984)
- 스위치볼 (2007)

### 전통놀이
- 구슬치기

### 기타
- 슈팅 바쿠간
- 차이니스 체커

## 같이 보기
- 비즈 : 장신구 따위로 사용하기 위해 실에 꿰어 다른 물체에 매달거나 연결하는 데 쓰는 작은 구멍이 뚫려 있는 구슬이다.
- 유리구슬
- 크로케